# Steers & Stripes
Steers & Stripes è il settimo album in studio del duo di musica country statunitense Brooks & Dunn, pubblicato nel 2001.

## Tracce
1. Only in America (Kix Brooks, Don Cook, Ronnie Rogers) – 4:29
2. The Last Thing I Do (David Lee Murphy, Kim Tribble) – 4:02
3. The Long Goodbye (Paul Brady, Ronan Keating) – 3:51
4. Go West (Brooks, Bob DiPiero) – 3:56
5. My Heart Is Lost to You (Brett Beavers, Connie Harrington) – 2:59
6. Good Girls Go to Heaven (Ronnie Dunn, Terry McBride, Shawn Camp) – 2:50
7. When She's Gone, She's Gone (Tom Douglas, Wayland Holyfield) – 4:25
8. Ain't Nothing 'bout You (Tom Shapiro, Rivers Rutherford) – 3:22
9. Unloved (Steve Diamond, Keith Follesé) – 4:30
10. Deny, Deny, Deny (Brooks, DiPiero) – 3:20
11. Lucky Me, Lonely You (Dunn, McBride, Camp) – 3:24
12. I Fall (Brooks, Don Cook) – 3:15
13. Every River (Kim Richey, Angelo Petraglia, Tom Littlefield) – 3:29
14. See Jane Dance (Charlie Crowe) – 4:12